# Mallupura, Nanjangud
Mallupura là một làng thuộc tehsil Nanjangud, huyện Mysore, bang Karnataka, Ấn Độ.